# Agonopterix silerella
Agonopterix silerella is een vlinder uit de familie grasmineermotten (Elachistidae). De wetenschappelijke naam is voor het eerst geldig gepubliceerd in 1865 door Stainton.
De soort komt voor in Europa.